# Rapallo Pallanuoto
La S.S.D. Rapallo Nuoto è una società sportiva affiliata alla Federazione Italiana Nuoto, attiva dal 1971 ad oggi, di Rapallo, nella città metropolitana di Genova.
Sono attivi tre settori: nuoto, pallanuoto e master. La squadra gioca le proprie partite casalinghe nella piscina olimpionica comunale di San Pietro di Novella. Attualmente la squadra di pallanuoto femminile milita in Serie A1; quella maschile, dopo la promozione nel 2013, è invece iscritta nel campionato di Serie B.
I colori sociali sono il giallo e azzurro, il simbolo un pesce.

## Storia

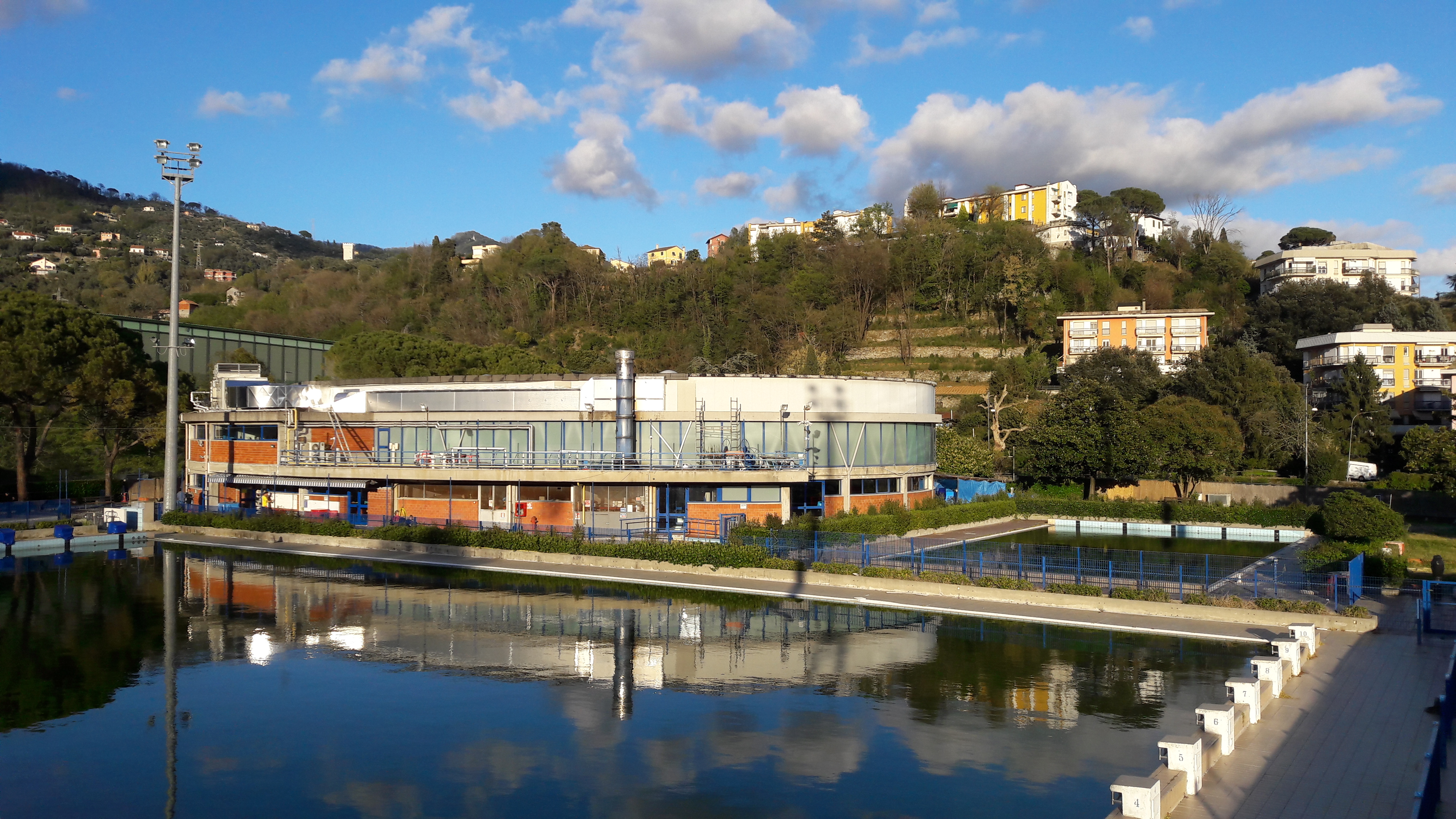
L'impianto natatorio del Poggiolino

La prima società (A.S.D. Rapallo Nuoto) è stata fondata a Rapallo il 30 novembre del 1971. Nei primissimi anni, a causa dell'assenza di un impianto natatorio nella cittadina rapallese, la squadra fu costretta ad "emigrare" nei vicini impianti di Camogli, Recco, Bogliasco e Genova e a svolgere i necessari allenamenti in mare, nel periodo estivo, o in palestra nelle stagioni autunnale-invernale. Il trasloco nelle altre piscine comunali si interruppe nel 1975 quando la nuova piscina olimpionica di Rapallo (ubicata nella frazione di San Pietro di Novella) fu portata a compimento e consegnata alla società Rapallo Nuoto, gestione che tuttora mantiene.
Tra gli atleti che hanno militato nella pallanuoto maschile e femminile rapallese vi sono stati Marco Formentini e le campionesse mondiali olimpiche Francesca Cristiana Conti e Cinzia Ragusa.
Nel 1994 il Comitato olimpico nazionale italiano ha conferito la Stella di Bronzo al Merito Sportivo alla società che, negli anni 1995-1997-1998-1999-2004-2007, ha ottenuto anche il titolo di "Società dell'anno" dalla locale sezione cittadina del Panathlon International.
La squadra di pallanuoto femminile ha militato, dopo la promozione nel 2006, conquistata con i playoff contro la squadra Serapo di Gaeta, nel campionato Serie A1. Nella stagione 2010-2011 la squadra femminile dopo aver battuto la società sportiva olandese della Fysius Het Ravijn ha conquistato la Coppa LEN femminile, il primo titolo nella sua storia e il settimo titolo per l'Italia dal 1999.
Nell'estate del 2011 viene ufficializzato il passaggio della stessa squadra nelle file della Pro Recco diventando, di fatto, la nuova "rosa" della società recchelina. Il "trasferimento" dell'ex società rapallese a Recco è durato però soltanto un campionato in quanto, nell'estate del 2012, a seguito delle dimissioni alla presidenza recchelina di Gabriele Volpi e famiglia, la squadra e il titolo femminile sono ritornate a Rapallo.
L'11 agosto 2012 viene quindi rifondata la società rapallese di pallanuoto - con il nome di Rapallo Pallanuoto - erede della storica Rapallo Nuoto e continuativa della seppur breve parentesi della Pro Recco femminile. Militante nel campionato di Serie A1, la nuova società è presieduta da Enrico Antonucci con Mario Sinatra nel ruolo di allenatore e collaboratore. Nella stagione 2012-2013 la squadra femminile è Campione d'Italia, il primo titolo nella sua storia, oltre ad essere finalista nella Supercoppa LEN.
Il settore maschile della società, dopo anni di militanza nei campionati di Serie B, con la vittoria sul Bergamo Alta si aggiudica nel giugno 2013 la promozione in Serie A2.
Nell'agosto 2014 la formazione Under 19 femminile della Rapallo Pallanuoto è Campione d'Italia dopo una finale vittoriosa contro la SIS Roma.

## Palmarès

### Competizioni nazionali
- Campionato italiano: 1

2012-13
- Coppe Italia: 1

2013-14

### Competizioni internazionali
- Coppe LEN: 1

2010-11

### Competizioni giovanili
- Campionato italiano femminile U-19: 2

2014, 2018
- Campionato italiano femminile U-17: 1

2015

## Rosa 2025-2026
| N° |                      | Ruolo | Giocatore           |
| -- | -------------------- | ----- | ------------------- |
|    | Italia (bandiera)    | P     | Serena Caso         |
|    | Italia (bandiera)    | P     | Helga Santapaola    |
|    | Australia (bandiera) | D     | Hayley Ballesty     |
|    | Italia (bandiera)    | D     | Carolina Marcialis  |
|    | Italia (bandiera)    | D     | Lara Bianco         |
|    | Italia (bandiera)    | D     | Giulia Lombella     |
|    | Italia (bandiera)    | D     | Francesca Lucignani |
|    | Italia (bandiera)    | D     | Valentina Daniele   |
|    | Serbia (bandiera)    | D     | Jelena Vukovic      |
|    | Italia (bandiera)    | A     | Roberta Bianconi    |

| N° |                   | Ruolo | Giocatore        |
| -- | ----------------- | ----- | ---------------- |
|    | Italia (bandiera) | A     | Nicole Zanetta   |
|    | Italia (bandiera) | A     | Benedetta Cabona |
|    | Italia (bandiera) | A     | Cecilia Grasso   |
|    | Italia (bandiera) | A     | Martina Solimano |
|    | Italia (bandiera) | A     | Eleonora Soriani |
|    | Italia (bandiera) | A     | Ursula Gitto     |
|    | Italia (bandiera) | A     | Sofia Giustini   |
|    | Italia (bandiera) | CB    | Giuditta Galardi |
|    | Italia (bandiera) | CB    | Paola Di Maria   |
|    | Italia (bandiera) | CV    | Nora Fioravanti  |

| Allenatore: | Luca Antonucci |